# Star Wars: Knights of the Old Republic II: The Sith Lords
Star Wars: Knights of the Old Republic II: The Sith Lords je RPG počítačová hra vytvořená firmou Obsidian Entertainment. Byla vydána v prosinci 2004 pro Xbox a Microsoft Windows. Hudbu ke hře složil Mark Griskey.
Příběhem hra navazuje na svého předchůdce Star Wars: Knights of the Old Republic a odehrává pět let poté, 3951 let před prvním natočeným filmem světa Star Wars s podtitulem Nová naděje.

## Popis
Herní systém doznal oproti prvního dílu několika drobných změn, avšak princip zůstává stejný. Hráč si na začátku hry vybere z pohlaví (dle Star Wars kánonu je hlavní postavou žena) a jedno ze tří základních povolání Jedie (ochránce, strážce, konzul – angl. Jedi Guardian, Jedi Sentinel, Jedi Consular). Na 15. úrovni pak hráč přecvičí svou postavu na jednu z následujících profesí: Pokud se drží světlé strany, stane se z něj mistr zbraně, dozorce nebo mistr Jedi (Jedi Weapon Master, Jedi Watchman, Jedi Master). Pokud se drží temné strany, stane se z něj sithský nájezdník, vrah nebo lord (Sith Marauder, Sith Assassin, Sith Lord). Tyto prestižní třídy umožní hráčům přístup k lepším dovednostem a schopnostem.
Na rozdíl od předchozího dílu může hráč svými volbami ovlivňovat příslušnost ke světlé nebo temné straně i členy své party. Vystupuje zde i nový prvek, a to vliv, jaký postava na společníky má. Ten je rozhodující v tom, že s vysokým vlivem jsou společníci ochotnější sdělit více informací o sobě. U mnohých společníků je pak rozhodující i v tom, že je může hráč přecvičit na Jedie.

## Příběh
Poznámka: Ve hře může být Revan a Vypovězená/ý muž či žena. Podle Star Wars kánonu je Revan muž a Vypovězená žena, takže tak budou označováni.
Hlavní postavou je bývalá rytířka Jedi, jejíž skutečné jméno ve hře nikdy nezaznělo, ale je v galaxii známa pod označením Vypovězená. Z řádu byla vyloučena za účast v mandalorianských válkách a jako jediná nenásledovala Revana po temné cestě. Rada navíc ucítila, že byla zcela odpojena od Síly.
Děj se odehrává pět let po událostech prvního dílu a celá Republika se pomalu vzpamatovává ze tří rychle po sobě jdoucích celogalaktických konfliktů: velké sithské války, mandalorianských válek a jedijské občanské války. Shodou "náhod" se po letech Vypovězená dostala do centra dění, neboť se ocitla jako poslední položka na seznamu posledních Jediů, které Sithové lovili v posledních pár letech ze stínů ve velkém.
Probrala se na nestabilní těžební stanici Peragus II, kde ji během jejího bezvědomí chtělo několik podivných zaměstnanců dolu prodat zločinecké organizaci Centrála. Veškerý personál byl však vyvražděn těžebními droidy, kromě bývalého sithského vraha Attona Randa a ženy jménem Kreia, jež v celé hře vystupuje v roli mentorky Vypovězené a pomáhá jí obnovit ztracené spojení se Silou. Společně uprchli, avšak do cesty se jim připletla republiková loď Harbinger, kterou obsadili sithští vrazi pod vedením Darth Siona, a také vražedný droid HK-50, který způsobil na Peragusu smrt všech. Parta z asteroidového roje Peragusu unikla, avšak Darth Sion celou těžební stanici nechal vyhodit do povětří.
Zamířili na jedinou planetu, uloženou v navigaci Ebon Hawku – na Telos IV. Zde probíhal projekt obnovy zdevastovaného povrchu, avšak byl narušován politickými neshodami vyvolanými společností Czerka. Na povrchu planety se setkávají s jejím bývalým poddůstojníkem Bao-Durem a s mistrem Jedi Atris, která nemůže Vypovězené přijít za účast v Mandalorianských válkách na jméno a obviňuje jí, že padla na temnou stranu. Přesto přijme její pomoc v hledání mistrů Jedi, kteří se skrývali před nepřítelem na planetách Dantooine, Onderon, Korriban a Nar Shaddaa.
Každá z planet trpěla svými problémy. Dantooine se ještě nevzpamatoval z následků bombardování a brutální okupace Malakových Sithů. Nyní je pod náporem žoldnéřů, kteří hodlali svět ovládnout. Na Onderonu zase zuřil boj o moc mezi královnou Tálií a generálem Vakluem. Celou situaci navíc zhoršovala planetární blokáda a Vakluova touha odtrhnout se od Republiky. Dokonce kvůli svému zaslepení uzavřel tajnou dohodu se Sithy, kteří přinesli občanskou válku, do níž se zapojili i zpřátelení Mandaloriani pod velením Mandalora, jenž usiloval o obnovu cti a tradic svého lidu. Korriban zůstal opuštěný, neboť se po poslední válce zbylí Sithové vyvraždili mezi sebou. Vypovězená zde však narazila na dávno ztracenou hrobku Luda Kresshe, kde čelila přeludům z Mandalorianských válek i zkouškám o sobě samé. V akademii Sithů podruhé narazila na Darth Siona, avšak povedlo se jí uprchnout s tím, že ještě není na boj s ním připravená. Nar Shaddaa pod kontrolou Huttů se potýká s válečnými uprchlíky, jež utiskuje Centrála pod velením záhadného Gota.
Po nalezení všech mistrů dojde po letech k prvnímu setkání Rady Jedi na Dantooine. Mistři Vrook Lamar, Kavar a Zez-Kai Ell sdělili Vypovězené, že je „Ranou v Síle“, nebezpečnou pro galaxii a zodpovědnou za to, co se všechno v galaxii děje, proto se rozhodli ji jednou provždy od Síly odstřihnout. Na scéně se však zjevila Kreia, která odhalila svou pravou totožnost, nejprve všechny tři mistry zbavila Síly, poté je chladnokrevně zabila.
Kreia se nechala dopravit na Telos za Atris, která mezitím zcela propadla temné straně síly (vinou samoty, ješitností a vlivem sithských holokronů, které schovávala). Kreia jí přiměla přiznat si svůj pád a symbolicky ji přenechala svůj titul Paní zrady a planetu rychle opustila, protože dorazil další Sithský Lord Darth Nihilus, také „Rána v Síle“, která se trpí neukojitelným hladem po čemkoliv spojeném se Silou. Byl to Nihilus, kdo vyhladil většinu Jediů a zničil konkláve na Katarru. Bitva o Telos však byla dobře nalíčená Trayi past. Vypovězená se s Mandaloriany nalodila na jeho loď Ravager, kde byl nejprve oslaben a pak zabit.
Po bitvě se parta vydala stopovat Darth Trayu na Malachor V, kde ji Vypovězená našla v zapomenuté Sithské akademii Trayus. Na planetě dojde k rozuzlení vztahů některých postav, ke smrti „téměř nepřemožitelného“ Darth Siona, a k závěrečné bitvě s manipulátorkou Darth Trayou, která odhalila své záměry využít Vypovězenou pro účel zničit Sílu jako takovou. Vypovězená ji v bitvě porazí a dopřeje jí konečně klid. Malachor se po bitvě vlivem účinku superzbraně Generátoru temné hmoty úplně rozpadl a Vypovězená se vydala vstříc novým dobrodružstvím do neznámých oblastí galaxie.
Vše výše jmenované se stane, pokud hráč důsledně následoval světlou stranu síly. Ukončení příběhu včetně různých zápletek a questů se odvíjí od libovůle hráče. Je tedy například možné, že se z Vypovězené stane na konci Sith.

## Členové party
- Vypovězená – hlavní postava
- Kreia – Jedi na neutrální straně
- Atton Rand – pilot, je možné ho přecvičit na Jedie
- T3-M4 – droid z prvního dílu, opravuje loď
- HK-47 – vražedný Revanův droid z prvního dílu, přidá se k partě po opravení a aktivaci
- Bao-Dur – zabracký voják, zdatný ve stavbě droidů, je doprovázen malým droidíkem. Je možné ho přecvičit na Jedie
- Visas Marr – Miralucká Sithka. Přidá se k partě poté, co je poražena Vypovězenou
- Služebná (Handmaiden) – jedna z echanijských služebných mistryně Atris, ve hře je v partě pouze, je-li hlavní postava zvolena jako muž. Ve Star Wars kánonu je členkou party, i když je Vypovězená ženou. Je možné ji přecvičit na Jedie
- Student (Disciple) – republikový agent, bývalý student v akademii Jedi. Přidá se k partě (ve hře jen, když je hlavní postava žena) na Dantooinu. Je možné ho přecvičit na Jedie
- Mandalore – Mandalorian z prvního dílu, nyní s titulem Mandalore. Přidá se k partě na měsíci Dxun
- Mira – nájemná lovkyně, přidá se k partě na Nar Shaddaa, je-li Vypovězená na světlé straně Síly. Je možné ji přecvičit na Jedie
- Hanharr – wookijský nájemný lovec, přidá se k partě na Nar Shaddaa, je-li Vypovězená na temné straně Síly
- G0-T0 – záhadný droid interogativní třídy. Přidá se k partě na Nar Shaddaa po zničení Gotovy mateřské lodi

## Vývoj a problémy
Tato hra nebyla vyvíjena stejnou společností jako první díl. Na návrh Bioware, jenž byl plně zaměstnán jinými projekty, byl vývoj svěřen vývojářům z Obsidian Entertainment s tím, že jim poskytli engine i konzultace. Avšak na vývoj měli lidé v Obsidianu příliš málo času a LucasArts na ně tlačil, aby stihli hru vydat ještě do Vánoc téhož roku.
Vývojáři proto byli nuceni podstatnou část hry úplně zrušit a vystříhat. Následkem toho působí příběh nedotaženě a nesrozumitelně. Mnoho úkolů nejde splnit a vyškrtnuta byla např. i celá jedna planeta. Producent Chris Avellone litoval, že na dokončení neměli více času. Vývojářům nebylo umožněno hru dokončit ani dodatečně, pouze směli vydat patche opravující chyby softwaru. Proto se dokončení hry ujali fanoušci a vzniklo několik skupin, které se pustily do práce.
Co se týče odborné kritiky, byla hra přijata dobře, avšak nevyhnula se samozřejmě kritice za nedokončenost a nedotaženost.